# Mieczysław Antoni Dzieduszycki
Mieczysław Antoni Dzieduszycki herbu Sas (ur. 18 stycznia 1832, Korniów, zm. 26 lipca 1872, Korniów) – polski działacz społeczny i oświatowy, filantrop i poeta, hrabia i ziemianin, pan na Potoczyskach, Horodnicy, Peredywanie i Korniowie z Olejową w powiecie kołomyjskim.

## Życiorys
Wnuk hr. Wawrzyńca, syn hr. Eugeniusza h. Sas i hr. Emilii Anny z Dzieduszyckich h. Sas, córki Waleriana. W wieku piętnastu lat hrabia Mieczysław wstąpił do Akademii Inżynierów w Wiedniu, gdzie studiował przez prawie sześć lat (od 1 października 1845 r. do 8 września 1851 r.). Następnie studiował w wiedeńskim Instytucie Technicznym oraz w  Wydziale Prawnym Uniwersytetu Jagiellońskiego w Krakowie.
9 czerwca 1860 r. w Krakowie ożenił się z Pauliną Danielą Dzieduszycką h. Sas z domu Ratajską (ur. 1831, zm. 25 września 1892), córką  Walentego i Joanny Ratajskich, z którą miał trzy córki: Katarzynę, Barbarę i Zofię Jadwigę.
Po ślubie przeniósł swoją stałą siedzibę do Korniowa. Jako okręgowy nadzorca szkół ludowych z ramienia horodeńskiej Rady powiatowej, starał się usilnie o jak najliczniejsze zaprowadzenie szkół w powiecie i o wyjednanie jak najlepszego dla nich uposażenia, przestrzegając zarazem, aby nauka w nich udzielaną była systemem najwłaściwszym, zgodnie z przepisami ustawy szkolnej krajowej i sposobem dla pojęcia dzieci przystępnym.
Dotknięty chorobą płuc, umarł na suchoty w Korniowie 26 lipca 1872.